# 즐거운 2PM
즐거운 2PM은 KBS전주 해피FM에서 평일 오후 2시부터 오후 3시까지 방송되는 가요 전문 라디오 프로그램이다.

## DJ
- 홍석우

## 요일별 코너
- (월) 이심점심 - 내가 차린 집 밥부터, 도시락, 직장 구내식당 메뉴까지 월요일은 밥 심으로 맛있는 수다
- (화) 일단 풀어 - 성대모사의 달인 테드창과 함께 하는 화요일 2시의 퀴즈 쇼!
- (수) 노래하는 곳에 - 노래 강사 옥 쌤의 유쾌 상쾌 통쾌한 몸치, 박치, 음치 탈출 음악 감상실
- (목) 도랑 치고 가재 잡고 - 여러분의 희로애락 한 사연에 DJ 홍스타의 선물이 날아갑니다.
- (금) 하태 핫 태 - 하얗게 태우고, 핫 하게 태운다! 지금 나에게 가장 핫 한 노래, 라 때 청춘의 뮤직

## 같이 보기
- KBS전주방송총국
- 은가은의 빛나는 트로트
- 즐거운 오후 2시
- 2PM